# Писаревский, Наум Соломонович
Наум Соломонович Писаревский (15 июля 1915, Слуцк, Минская губерния — 25 мая 1979, Москва) — советский архитектор. Лауреат премии Совета Министров СССР (1975).

## Биография
Родился 15 июля 1915 года в городе Слуцк Минской губернии. Начал трудовую деятельность в 1930 году, в возрасте 15 лет. Работал слесарем-инструментальщиком на заводе, затем — проходчиком на строительстве первой очереди Московского метрополитена. После окончания рабфака поступил в Московский архитектурный институт, который окончил в 1941 году.
После начала Великой Отечественной войны поступил в Военно-инженерную академию имени В. В. Куйбышева, и после года учёбы оказался в действующей армии. Занимал должности заместителя командира отдельного сапёрного батальона, командира батальона, затем — дивизионного инженера. В 1944 году был тяжело ранен.
После демобилизации продолжил обучение на факультете архитектурного усовершенствования при Московском архитектурном институте, который окончил в 1948 году. Работал главным архитектором проектов в институте «Госинжгорпроект», затем в институте «Гипростройматериалы» и в институте «Мособлпроект». С 1961 года работал в проектных организациях ГлавАПУ. Был одним из авторов конкурсного проекта застройки городского центра Зеленограда (1964, руководитель И. Е. Рожин).
Со второй половины 1960-х годов занимал должность руководителя мастерской в «Моспроекте-2», «Моспроекте-3» и «Моспромпроекте». Занимался проектированием и строительством объектов для обслуживания, ремонта и содержания автомобилей. Под его руководством и при его непосредственном участии в Москве строились предприятия обслуживания автотранспорта, гаражи, автобазы, таксомоторные парки, станции технического обслуживания, авторемонтные заводы, кемпинги и другие сооружения.
Одной из крупнейших его работ была станция технического обслуживания и гарантийного ремонта автомобилей «Москвич» (Волгоградский проспект, 177), отмеченная премией Совета Министров СССР. Так характеризовал эту станцию писатель Н. Н. Смеляков в своей книге «С чего начинается Родина»:
Это сооружение прекрасно во всех отношениях как с точки зрения технической вооружённости, так и эстетики. Станция расположена неподалёку от завода. Она является его важнейшим жизненным органом, представляет собой сооружение, достойное самой высокой оценки. Здесь есть всё, что нужно для проведения гарантийного технического обслуживания и платного ремонта… Здание, вся обстановка на станции создают хорошее настроение.
Член КПСС с 1939 года. Член Союза архитекторов СССР с 1946 года. Активно занимался общественной деятельностью, был в числе лучших пропагандистов ГлавАПУ. Неоднократно избирался секретарём комсомольских и партийных организаций, был депутатом районного совета.
Умер в Москве 25 мая 1979 года.

## Постройки
- 105-й корпус в Зеленограде (1961—1962)[8]
- Станция технического обслуживания и гарантийного ремонта автомобилей «Москвич» (Волгоградский проспект, 177) — Премия Совета Министров СССР (1975)[9]
- 9-этажный гараж управления по обслуживанию дипломатического корпуса[4]
- Автобусный парк междугородных сообщений Совавтотранса в Коровине со сводчатым перекрытием 54-метрового пролёта — золотая медаль ВДНХ[6][4]
- Автобаза Министерства иностранных дел СССР[4]
- Административно-бытовой корпус автокомбината № 1 управления Мосстройтранс в Мнёвниках[4]
- Автобаза для Президиума Верховного Совета СССР[4]
- Учебный комбинат Главмосавтотранса на 1300 учащихся на Волгоградском проспекте[4]
- Олимпийский таксомоторный парк на 1100 автомашин в Очакове[4]
- Станция технического обслуживания и гарантийного ремонта автомобилей Горьковского автозавода на Дмитровском шоссе[4]
- Автозавод «Коммунар» в Тёплом Стане[4]
- Автобаза № 40 Главмосавтотранса в Старо-Владычине[4]
- Гараж на 500 автомобилей Управления делами ЦК ВЛКСМ на 11-й улице Красной Сосны[4]
- Станция техобслуживания автомобилей на улице Зорге, дом 17[6][4] (снесена)
- Многоэтажный гараж ГСК «Медик» на 500 машино-мест с полурампами на улице Академика Павлова[10]

## Награды
- Премия Совета Министров СССР (1975) — за станцию технического обслуживания и гарантийного ремонта автомобилей «Москвич» (Волгоградский проспект, 177)[9]
- Орден Красной Звезды (1943)[1]
- Орден Отечественной войны II степени (1944)[1]
- Медаль «За боевые заслуги» (1943)[1]
- Медаль «За оборону Москвы»[1]
- Медаль «За победу над Германией в Великой Отечественной войне 1941—1945 гг.»[1]
- Золотая медаль ВДНХ[4]